# Wild card (sport)
Pour les articles homonymes, voir Wild Card et WC.

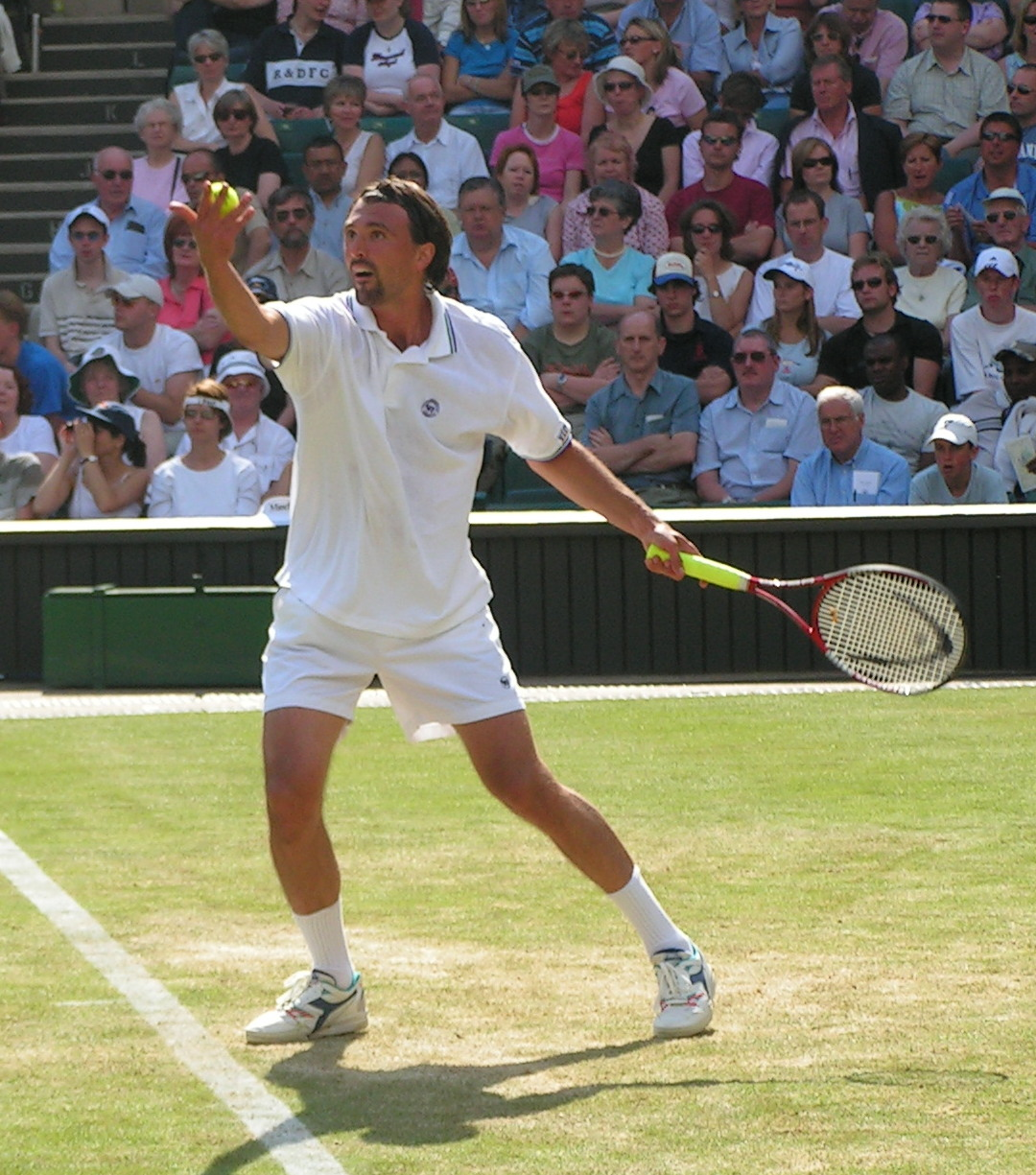
Goran Ivanišević, WC, se préparant à servir lors du tournoi de Wimbledon, l'un des quatre Grand Chelems, en 2004.
Fait extrêmement rare, il avait déjà gagné un Grand Chelem (Wimbledon) avec un wild card en 2001.

Une wild card (anglicisme parfois abrégé WC), également appelée invitation privilégiée, ou tout simplement invitation, est un terme utilisé dans un certain nombre de sports pour désigner une autorisation exceptionnelle accordée à un joueur, une joueuse ou une équipe de participer à une épreuve bien qu'il ou elle ne réponde pas aux critères communs de sélection.

## Tennis
Les joueurs bénéficiaires d'une telle invitation sont directement admis dans le tableau final ou dans le tableau des qualifications, lorsque des « cases vides » y sont spécialement aménagées. Ces joueurs dérogent donc à l'ordre imposé par le classement ATP (hommes) ou WTA (femmes).

## Snooker
De même qu'au tennis, des places sont réservées dans les tableaux finaux de certains tournois pour accueillir des joueurs locaux qui, bien que ne répondant pas aux critères de sélection, sont à même de se comporter honorablement. Les joueurs pressentis peuvent être soumis à un tournoi qualificatif parallèlement aux qualifications pour le tableau final.

## Ligues professionnelles d'Amérique du Nord
Dans l'organisation des ligues professionnelles telles que la Major League Baseball (MLB), la National Football League (NFL), la National Basketball Association (NBA) ou la Major League Soccer (MLS), le terme de wild card désigne une équipe qui obtient le droit de passer en séries éliminatoires sans avoir décroché le championnat de division. En français, le procédé est appelé meilleur deuxième.
Au hockey sur glace, dans la Ligue nationale de hockey, le terme francophone est celui de « quatrième as » pour désigner les quatre équipes, deux par association, qui s’ajoutent aux douze équipes qualifiées dans les quatre sections.

## Sports mécaniques
En compétition automobile et en sport motocycliste, l'attribution des wild cards se fait de manière à peu près identique à celle du tennis à savoir, en l'occurrence, à raison d'une ou deux places réservées sur la grille de départ.

## Cyclisme sur route
Dans le cyclisme sur route par équipes, une wild card désigne une invitation à une course pour une équipe qui ne remplirait pas toutes les conditions nécessaires pour y participer. Par exemple, pour le 100e Tour de France, en 2013, les organisateurs ont accordé trois wild cards aux équipes françaises Cofidis, Sojasun et Team Europcar non éligibles à l'UCI World Tour ; le but était de rendre hommage au cyclisme français et de le mettre à l'honneur en cette année anniversaire.

## Jeux olympiques
Pour les Jeux olympiques, plusieurs fédérations sportives accordent des wild cards aux nations de façon à aider à la promotion de certains sports dans leur pays. Ces fédérations effectuent elles-mêmes les choix ou organisent un tournoi pour déterminer les sportifs bénéficiaires de ces wild cards.